# Acordo de precificação antecipada
Acordo de precificação antecipada (APA) é um acordo antecipado entre um contribuinte e uma autoridade fiscal sobre uma metodologia apropriada de preços de transferência (TPM) para um conjunto de transações em questão durante um período fixo de tempo (denominado "Transações Cobertas").
A maioria dos APAs envolve contribuintes dos Estados Unidos e o Internal Revenue Service (IRS) dos Estados Unidos, mas os APAs também são celebrados fora dos Estados Unidos.